# 司法部戒毒管理局
司法部戒毒管理局，是中华人民共和国司法部的内设机构之一。
司法部戒毒局负责监督检查本系统执行戒毒相关法律法规和政策情况。指导、监督本系统强制隔离戒毒措施的执行和戒毒康复工作。对社区戒毒和社区康复工作提供指导、支持和协助。

## 沿革
1980年9月15日，公安部成立公安部劳动教养工作管理局（公安部十五局）。1983年6月，中央决定，中华人民共和国公安部将全国劳动改造、劳动教养工作管理职责移交中华人民共和国司法部管理。司法部成立司法部劳动教养工作管理局（后加挂司法部戒毒管理局牌子）。
2013年劳教制度废除后，改为司法部戒毒管理局。

## 职责
根据《司法部职能配置、内设机构和人员编制规定》，司法部戒毒管理局承担下列职能：
1. 负责监督检查本系统执行戒毒相关法律法规和政策情况。
2. 指导、监督本系统强制隔离戒毒措施的执行和戒毒康复工作。
3. 对社区戒毒和社区康复工作提供指导、支持和协助。

## 机构设置
司法部戒毒管理局设置下列机构：

### 内设机构
- 办公室
- 政治处
- 研究室
- 管理教育处
- 医疗和生活卫生处
- 戒毒康复处
- 规划科技和生产处
- 习艺劳动处
- 财务处